# کسپی
کسپی (به انگلیسی: Caspiy) یک شرکت هواپیمایی است که در تاریخ ۲۰۱۱ میلادی تأسیس شده و در تاریخ ۲۰۱۱ فعالیتش را آغاز کرده‌است.
دفتر مرکزی کسپی در آق‌تاو، استان مانغیستاو، قزاقستان واقع شده‌است و قطب این شرکت هواپیمایی در فرودگاه آقتائو قرار دارد .